# Pa'los uruguayos (álbum)
Pa'los uruguayos es el décimo álbum solista de estudio de Rubén Rada y el primero para el sello Melopea de Litto Nebbia. Fue grabado en 1988 en Estudio Edipo de Buenos Aires y editado en 1989.

## Historia
El disco tiene un sonido diferente al de Siete vidas (1987), su trabajo precedente en Argentina, que había procurado adaptarse a nuevas tendencias.
Entre julio de 1988 y enero de 1991 Rubén Rada grabó cuatro discos para el sello Melopea: Pa'los uruguayos, Las aventuras de Ruben Rada y Litto Nebbia, Las aventuras de Fattoruso & Rada y Terapia de murga. Los cuatro tienen una producción artística que los vincula musicalmente.
Litto Nebbia escribió en sus notas para la contraportada del disco:

Un nuevo álbum del negro Rada, dedicado íntegramente al candombe, a su tierra, a su gente.
Debido a la gran admiración que tengo por Rubén Rada, como cantante y creador de originales músicas, nunca seré objetivo en hablar de su producción. La banda de Fattoruso, Satragni, Nolé y Lew, que desde hace tiempo lo acompañan, suena aquí en su plenitud, una aplanadora rítmica matizada con buenísimas improvisaciones de los solistas.
Nos pone muy feliz poder contar desde hoy en nuestro catálogo con este último trabajo discográfico de Rada.
Música bien tocada, por la cabeza y el corazón, que nunca perderá vigencia.
Litto Nebbia / Mayo 89’.

“Me pa” volvió a ser grabada por Ricardo Nolé en su disco Cuareim (1991). “Plácido Rada” (donde Rada parodia a Plácido Domingo) aparece como tema extra en el CD Ecológico (2007) de Beto Satragni, en una versión grabada en vivo en la Sala Zitarrosa en julio de 2004, con Rada como vocalista. Durante el concierto lo invitan a que cante la canción y Rada se queja de que es la más difícil de todas. “Bó Vatomaruna” (donde Rada hace de borracho), fue calificada por Guilherme de Alencar Pinto como una de sus más grandes rarezas, y fue regrabada por Rada para Tango, milonga y candombe (2014). "Candombe para Bob Marley" fue regrabada varias veces por Rada: en Rada Factory (1993), su disco grabado en México y nunca editado oficialmente, en Concierto por la vida (1994) y en Negro Rock (2020) junto a Dread Mar-I.
"Qui beleza" fue regrabada, con nueva letra de Ronaldo Bastos, como "As noites do Rio / Aerolíneas Candombe" para el álbum As noites do Rio / Arolíneas Candombe de 2021.
En Uruguay, Pa'los uruguayos solo fue editado en casete, y con diferente arte de tapa, por Gambardella Producciones. El álbum fue reeditado en formato CD en Argentina, en 1993, por Melopea.

## Lista de canciones
Lado A
1. Me pa (Rada - Nolé)
2. Creador de ilusiones (Rada - Nolé)
3. Qui beleza (Rada)
4. Afroadicto (Rada)

Lado B
1. Candombe para Bob Marley (Rada)
2. Plácido Rada (Rada)
3. Dont stop el candombe (Rada - Nolé)
4. Bó vatomaruna (Rada)

## Ficha técnica
- Rubén Rada: canto y percusión
- Osvaldo Fattoruso: batería, tambores y voz
- Ricardo Lew: guitarra
- Beto Satragni: bajo eléctrico, tambores y voz
- Ricardo Nolé: teclados, tambores y arreglos, exceptuando el arreglo de "Afroadicto" realizado e interpretado por Osvaldo Fattoruso
- Músico invitado: Boca Ferreyra (tumbadoras) en "Creador de ilusiones"
- Producido por Discos Melopea
- Grabado en Estudio Edipo alrededor de julio de 1988
- Técnico de grabación: Daniel Báez
- Foto de portada: Gustavo Tinetti
- Diseño gráfico: Pelusa Mariñas